# Tahija Kazim
Tahija Kazim (arabsky تحية كاظم‎; 1. března 1920 Káhira – 25. března 1992 Káhira), známější jako Tahija Abdel Násir, byla první dámou Egypta od 23. června 1956 do 28. září 1970. Za budoucího prezidenta Gamála Násira se provdala v roce 1944. Manželé měli pět dětí, dvě dívky a tři chlapce.

## Raný život
Narodila se v Egyptě íránskému otci a egyptské matce. V roce 1944 získala otcovo svolení ke sňatku s Násirem.

## Vyznamenání
- Řád bílé růže – velkokříž (1967)[6]
- Řád říšské koruny (1965)[7]